# Um Agente na Corda Bamba
Um Agente na Corda Bamba (Tightrope) é um filme do gênero suspense e estrela Clint Eastwood. Foi produzido em 1984 com baixo custo.